# Tamias quadrimaculatus
Tamias quadrimaculatus е вид бозайник от семейство Катерицови (Sciuridae).